# Personnalités pilotes

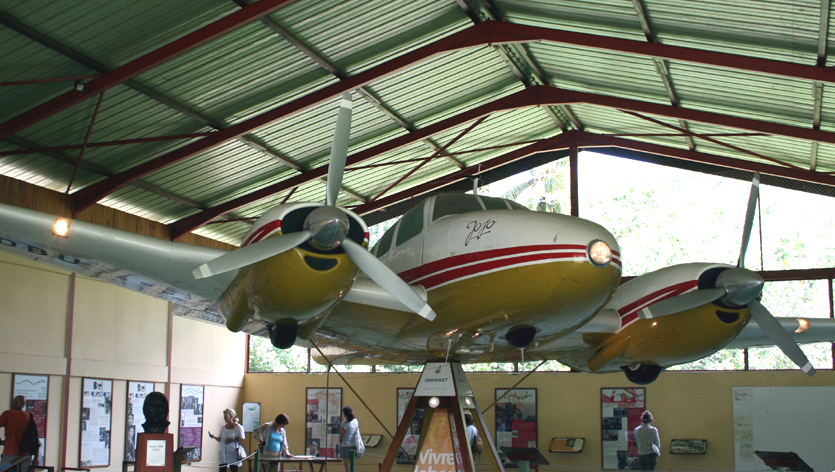
L'avion de Jacques Brel, Jojo, à Atuona.

De nombreuses personnalités, rendues célèbres dans d'autres domaines que l'aviation, détiennent ou ont détenu un brevet de pilote.

## Cinéma
- Jacques Brel - il mettait son Twin Bonanza D50 baptisé Jojo au service des habitants des îles Marquises[1]
- Harrison Ford - en 2015, il effectue un atterrissage d'urgence sur un golf après la panne moteur de son Ryan PT-22 au décollage[2]
- José Garcia - il est en outre le parrain de l'association Rêves de Gosse[3]
- Angelina Jolie - elle possède un Cirrus SR22[4]
- John Travolta - il possédait un Boeing 707 sponsorisé par Qantas et un Gulfstream G500 - avec l'aide de son copilote, en 1992[5], il pose son jet après une panne électrique totale en IFR

## Mode
- Gisele Bündchen

## Politique

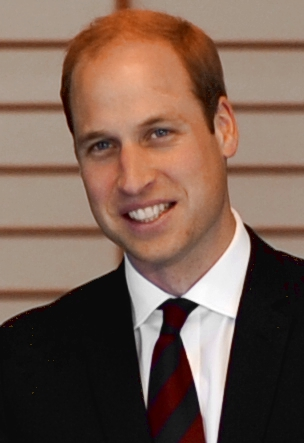
Prince William.

- John Kennedy, Jr - il se tue aux commandes d'un Piper Saratoga en 1999 pour cause de désorientation spatiale[6]
- Mohammad Reza Pahlavi - il quitte le pouvoir en Iran en 1979 aux commandes d'un Boeing 707[réf. nécessaire]
- Prince William - il est pilote professionnel hélicoptère pour la sécurité civile britannique[7]

## Télévision
- Michel Drucker - il pilote hélicoptères et avions